# Skovkro (Hanved)
Skovkro (dansk) eller Altholzkrug (tysk) er en landsby beliggende ved randen af Hanved Skov få kilometer sydvest for Flensborg i Sydslesvig i det nordlige Tyskland. Landsbyen har sit navn fra en forhenværende kro på stedet. Den blev første gang nævnt 1710. Med etableringen af en ny chaussé mellem Flensborg og Husum blev der syd for Skovby oprettet en ny kro, hvorefter Skovkro også kom til at hedde Gammel Skovkro. Bebyggelsen omkring den nye kro kom efterhånden til at hedde Ny Skovkro. Under den 2. Slesvigske krig holdt den 7. regiment og ryttere fra 4. division en linje besat syd om Skovkro og Hanved Skov til Meden Aa.
Landsbyen ligger i dag imellem motorvejen A 7/E45 i vest og den nord-sydgående banestrækning mellem Flensborg og Hamborg i øst. I nord er landsbyen sammenvokset med Flensborg-bydelen Sporskifte. Ved grænsen til Flensborg i Oggesmose findes endnu i dag grænsestene, som markerede Flensborg bys grænse mod syd. De blev opstillet af herredets sandemænd, tilsvarende hedder en af stenene Sandemændssten.
Administrativt hørte landsbyen under Jaruplund-Vedding kommune indtil denne blev indlemmet i Hanved i 2008. I den danske periode før 1864 hørte Skovkro under Hanved Sogn i Vis Herred (Flensborg Amt, Sønderjylland).